# Souostrovní vody

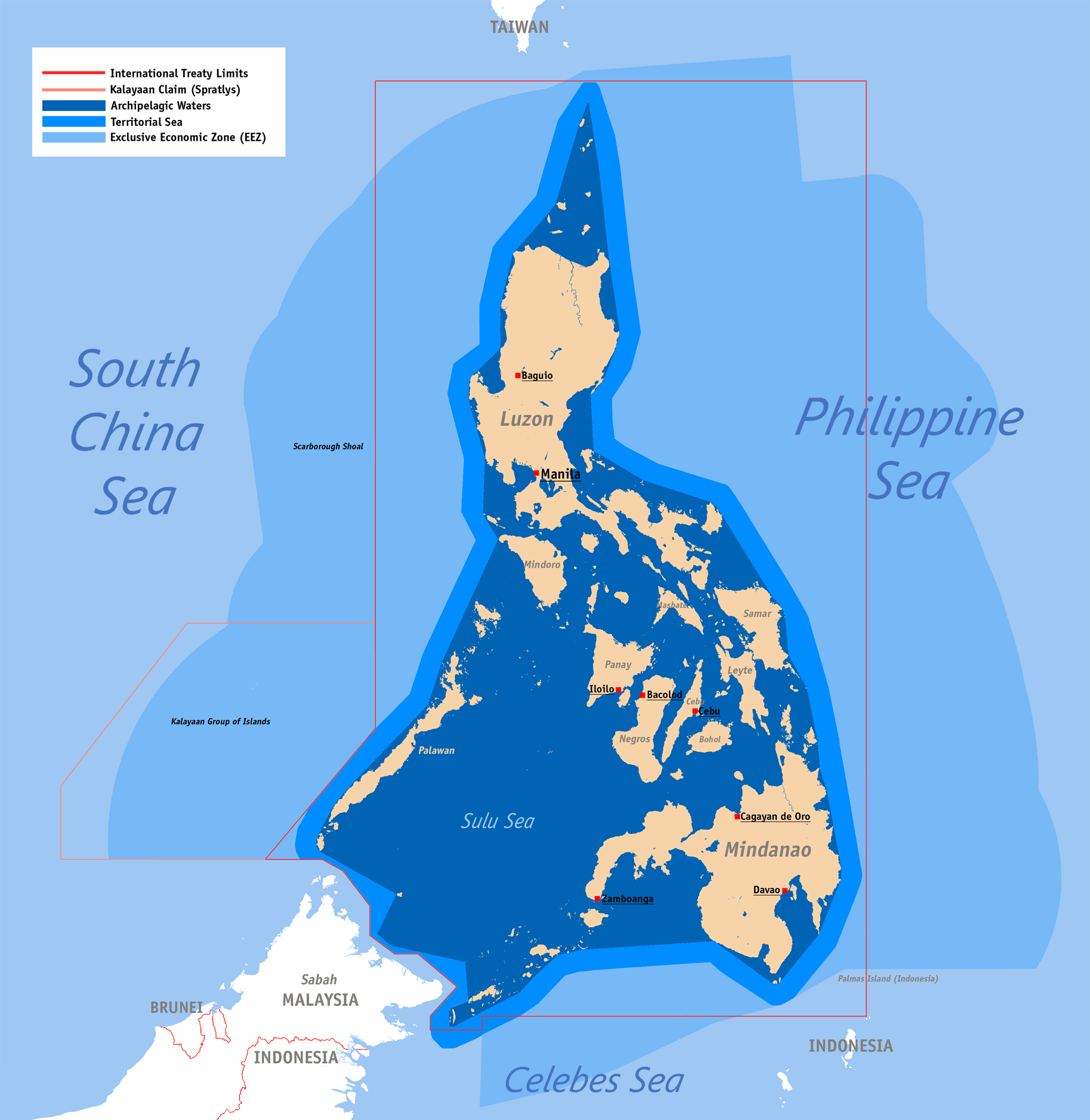
Mapa Filipín, zobrazující souostrovní vody (tmavě modrá)

Souostrovní vody v mořském právu označují mořské vody ohraničené souostrovními základními liniemi vytyčené souostrovním státem tak, že spojují nejzazší body nejzazších ostrovů patřících k souostroví. Poměr plochy mořské vody a plochy souše uvnitř těchto linií nesmí být větší než 9:1. Souostrovní vody podléhají svrchovanosti souostrovního státu stejně jako jeho území; od jejich linie se také měří šíře pobřežního moře.
Svrchovanost souostrovního státu nad souostrovními vodami je omezena právem pokojného proplutí loděmi všech států; souostrovní stát může vymezit námořní a letecké koridory určené pro překonání souostrovních vod.